# Claude Cahun
Claude Cahun (Nantes, 25 oktober 1894 – Saint Helier, 8 december 1954) was een Franse kunstenaar en schrijver, maar is vooral als fotograaf bekend geworden. Haar werk heeft zowel politieke als uiterst persoonlijke ondertonen.
Centraal staat de omkering van rollen omtrent geslacht en seksualiteit, zij thematiseerde al vroeg wat men vanaf de late jaren zestig van de 20e eeuw gendervraagstukken is gaan noemen. In haar publicaties presenteert zij zichzelf als een persoon zonder geslacht. In 1929 vertaalde Cahun The Woman in Society van seksuoloog Havelock Ellis, die het gedrag en bewustzijn beschreef dat balanceert tussen man en vrouw – oftewel wat nu transgenderisme genoemd wordt.
Popmuzikant en artiest David Bowie, bekend om zijn androgyne alter ego's en de songregel "You've got your mother in a whirl / 'Cause she's not sure if your a boy or a girl", was in 2007 curator van een multimediapresentatie van Cahuns werk in New York.  Bowie zei over haar:
You could call her transgressive or you could call her a cross dressing Man Ray with surrealist tendencies. I find this work really quite mad, in the nicest way. Outside of France and now the UK she has not had the kind of recognition that, as a founding follower, friend and worker of the original surrealist movement, she surely deserves.

## Vroege jaren
Cahun werd als Lucy Renée Mathilde Schwob in Nantes geboren, in een welvarende en intellectuele Joodse uitgeversfamilie. Zij was een nicht van de Frans-joodse symbolistische schrijver Marcel Schwob en achternicht van oriëntalist David Léon Cahun. Toen ze vier jaar oud was kreeg haar moeder een ernstige zenuwinzinking. Ze groeide daarna op bij haar grootmoeder, Mathilde Cahun.
Al op 18-jarige leeftijd, in 1912, maakte zij fotografische zelfportretten en bleef dit doen gedurende de jaren dertig van de 20e eeuw.
Omstreeks 1919 veranderde zij haar naam naar Claude Cahun. Eerder had zij zich bediend van de pseudoniemen Claude Courlis (courlis = wulp), en Daniel Douglas – naar de Engelse schrijver, dichter en vertaler Lord Alfred Douglas.
In de jaren twintig vestigde zij zich met haar levenspartner, stiefzus Suzanne Malherbe in Parijs. Gedurende hun leven samen werkten Cahun en Malherbe – die een achtergrond had als illustratrice, en zich op haar beurt Marcel Moore noemde – samen aan geschriften, sculpturen, fotomontages en collages.
Het tweetal publiceerde artikelen en romans, met name in het periodiek Mercure de France. De avant-gardistische dichters en schrijvers Henri Michaux, Pierre Morhange en Robert Desnos waren goede vrienden.
Vanaf 1922 begonnen Cahun en Malherbe met het organiseren van kunstenaarssalons. Sylvia Beach en Adrienne Monnier, de eigenaren van de legendarische Engelstalige boekwinkel Shakespeare and Company, waren er onder anderen geziene gasten.

## Werk

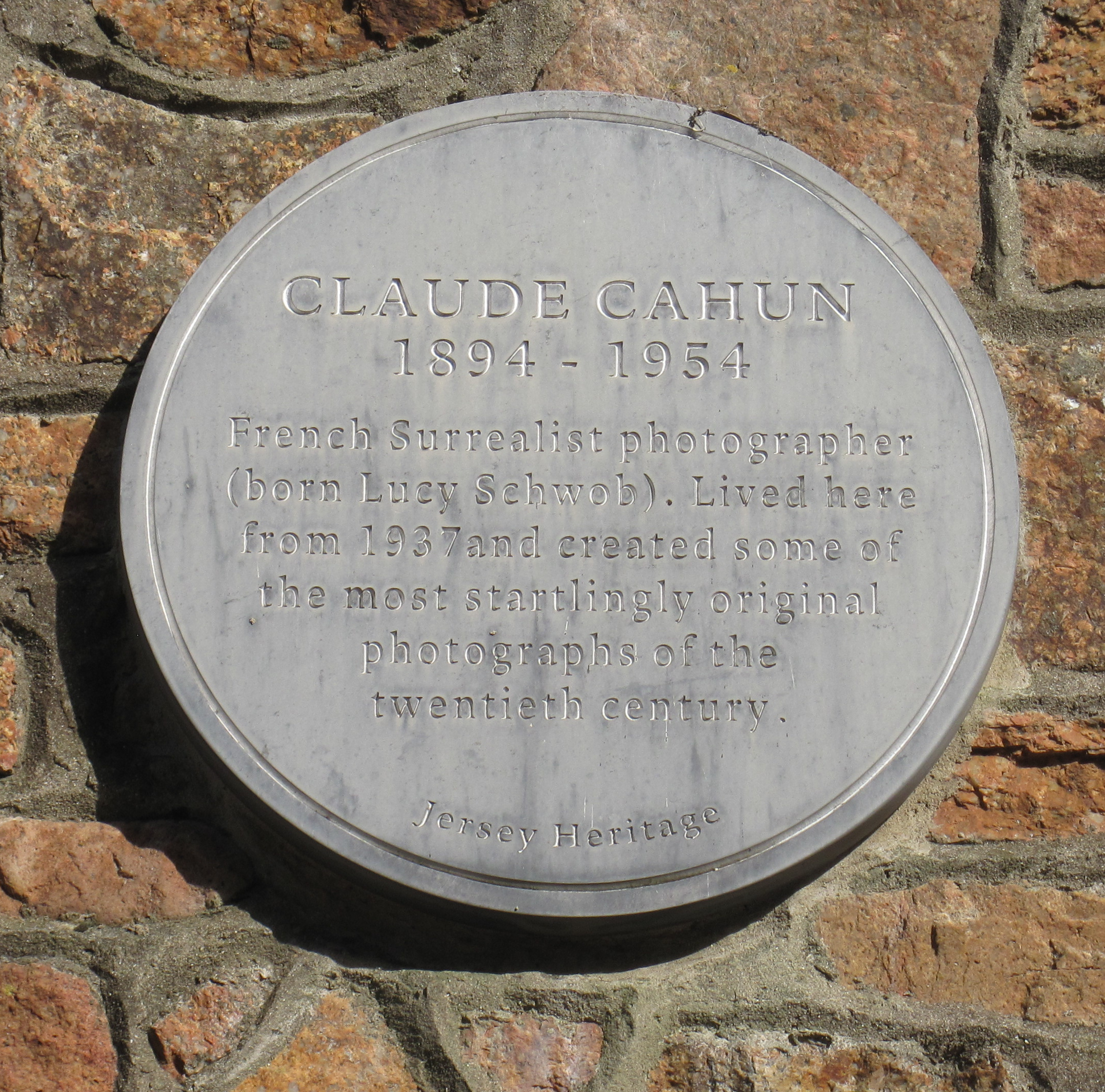
Plaquette op Cahuns huis in Saint Brélade, Jersey

Claude Cahuns werk omvat literatuur, fotografie en theater. Het meest bekend is zij vanwege haar zorgvuldig geënsceneerde zelfportretten, waarin de visuele esthetiek van het Surrealisme tot uitdrukking komt.
Geschriften van haar hand zijn “Heroines” (1925), een serie monologen over vrouwelijke sprookjesfiguren die op geestige wijze worden vergeleken met hedendaagse vrouwen; “Aveux non-avenus” (1930) een verzameling essays en droomverslagen, geïllustreerd met fotomontages. Daarnaast enkele essays die gepubliceerd werden in bladen en tijdschriften.
In 1932 werd zij lid van de Association des Écrivains et Artistes Révolutionnaires, waar zij kennismaakte met André Breton en René Crevel. Zij ging actief deelnemen aan de surrealistische beweging en droeg bij aan een aantal surrealistische tentoonstellingen, zoals de London International Surrealist Exhibition (New Burlington Gallery) en de Exposition Surréaliste d'Objets (Galerie Charles Ratton, Parijs), beide in 1936.
In 1934 publiceerde zij een kort polemisch essay, “Les Paris sont Ouverts”, waarmee zij zich distantieerde van de propagandistische praktijken van de Communistische Partij. In 1935 richtte zij met onder andere Breton en Georges Bataille de linkse beweging Contre Attaque op, het antwoord van de surrealisten op de opkomst van Hitler en het fascisme in Frankrijk.

## Activisme gedurende de Tweede Wereldoorlog
In 1937 vestigden Cahun en Malherbe zich op Jersey. Na de val van Frankrijk en de Duitse bezetting van Jersey en andere eilanden in het Kanaal werden zij verzetsfiguren en voerden contrapropaganda.
Fel gekant als zij waren tegen de bezetter, produceerden zij anti-Duitse pamfletten. Vaak waren dit fragmenten van – door Malherbe – in het Duits vertaalde BBC-verslagen over de misdaden en de schanddaden begaan door de nazi’s, samengevoegd tot ritmische gedichten en harde kritiek.
Vervolgens verkleedde het tweetal zich en nam deel aan tal van militaire bijeenkomsten in Jersey, waarbij zij de pamfletten in de zakken en op de stoelen van militairen plaatsten. Ook maakten ze er proppen van en gooiden deze zo onopvallend mogelijk in geopende vensters van auto’s en van huizen. In veel opzichten waren de verzetsdaden van Cahun en Malherbe niet alleen politiek, maar ook artistiek. Ze gebruikten hun creatieve talenten om de verachte overheersers te manipuleren en te ondermijnen.
In 1944 werd Cahun gearresteerd en werd ter dood veroordeeld. De straf werd echter nooit uitgevoerd. De behandeling in de gevangenis ondermijnde wel haar gezondheid en zij overleed in 1954. Zij ligt begraven op het kerkhof van Saint Brélade, Jersey, naast haar levenspartner Suzanne Malherbe.

## Nalatenschap

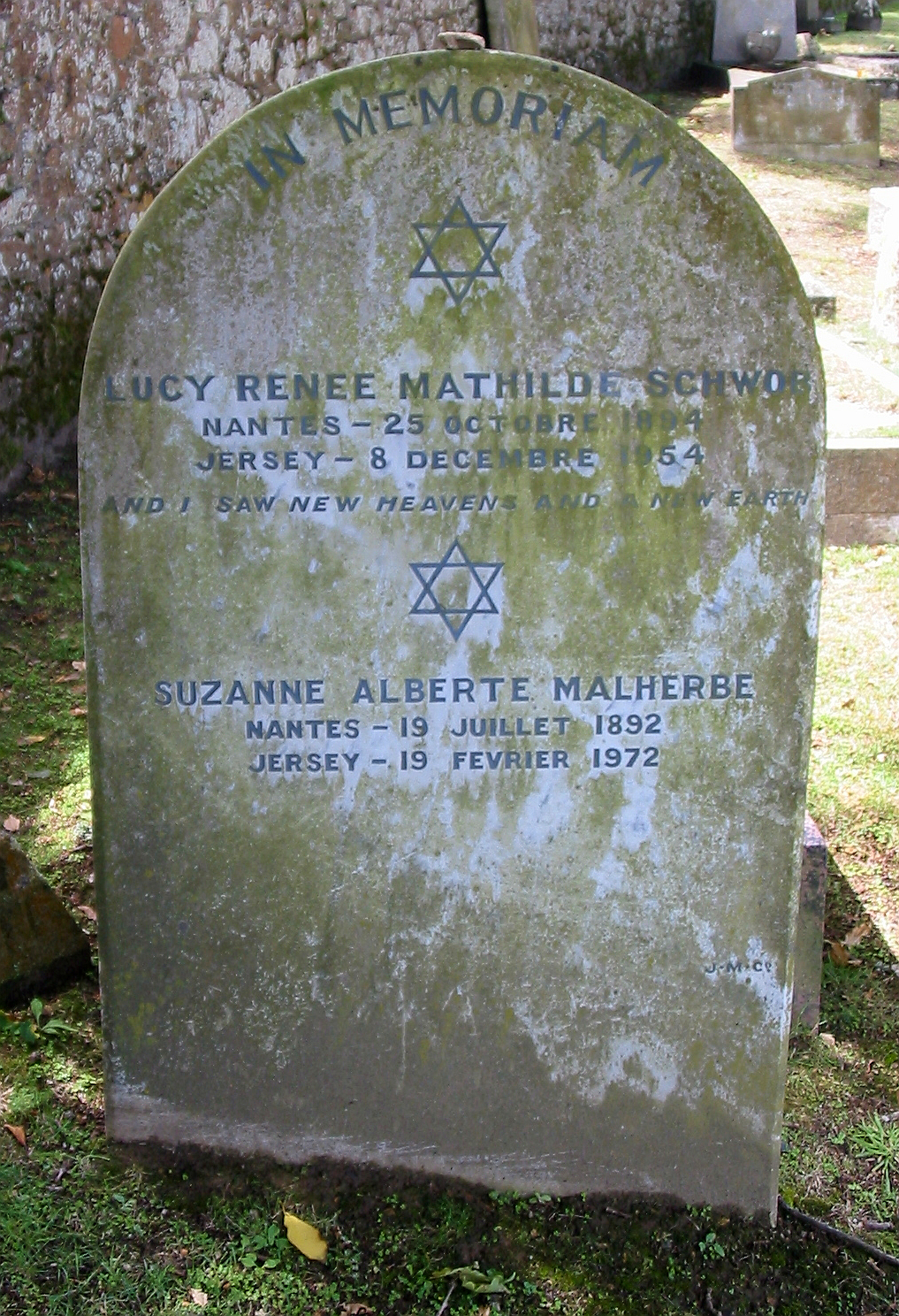
De grafsteen van Claude Cahun en Suzanne Malherbe

Het leven van Cahun werd gekarakteriseerd door voortdurende rolwisselingen. Haar publieke identiteit was een levend commentaar op heersende opvattingen over seksualiteit, geslacht, schoonheid en logica.
Haar seksueel ambigue pseudoniem en androgyne zelfportretten weerspiegelen een revolutionaire manier van denken en creëren, van experimenteren met fotografie als uitdrukking van de werkelijkheid. De poëzie van deze beelden stelt genderrollen ter discussie en stelt vragen over de sociale en economische grenzen van de moderne wereld.
Cahuns deelname aan de Parijse surrealistische beweging zorgde voor een verrijking van de creatieve uitdrukking van deze groep, voor nieuwe vormen van kunstzinnige expressie. De meeste surrealisten waren mannen. Hun beelden toonden vrouwen als geïsoleerde symbolen van erotiek, terwijl juist Cahun het kameleontische, de meervoudige geslachtelijkheid of geslachtloosheid van lichamen toonde.
Haar foto’s, geschriften, haar zowel artistiek als politiek revolutionaire leven vormen nog altijd een inspiratiebron voor vele artiesten, onder andere fotografen Cindy Sherman, Nan Goldin en Del LaGrace Volcano.

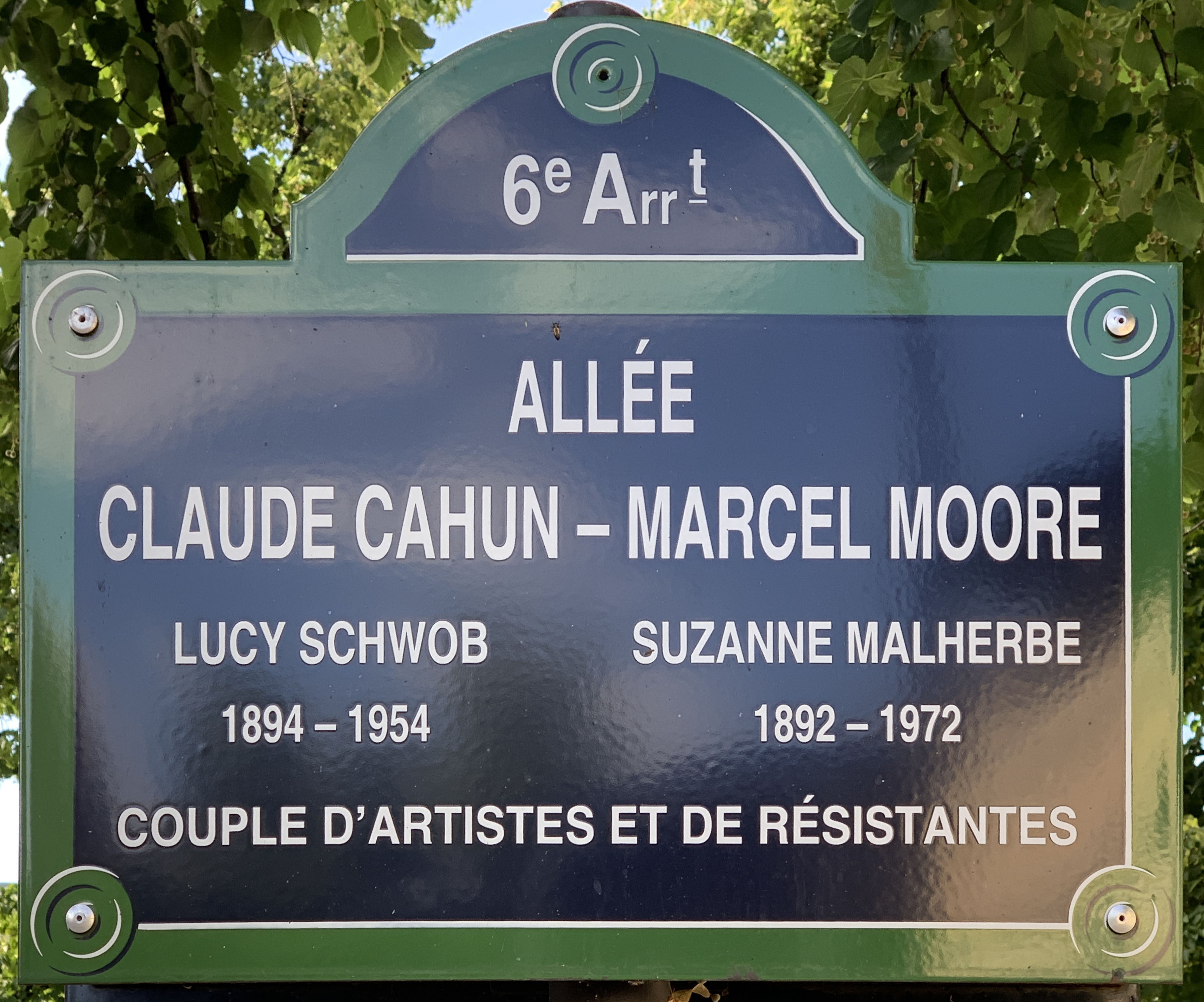
Parijse straat Claude Cahun-Marcel Moore, 6e arrondissement (Parijs)

## Tentoonstellingen (selectie)
- In 1994 vond een grote tentoonstelling van Cahuns fotografische zelfportretten uit de periode 1927-47 plaats in het Institute of Contemporary Arts te Londen, naast werk van de eigentijdse kunstenaars Virginia Nimarkoh en Tacita Dean, onder de titel Mise en Scene. In de surrealistische zelfportretten van Cahun presenteert zij zich als dandy, skinhead avant la lettre en androgyne, als nimf, model en soldaat.[3]

- In 2007 creëerde David Bowie een multimedia-installatie van Cahuns werk in de tuinen van het General Theological Seminary in New York. Dit was een onderdeel van het Highline Festival, waar ook artiesten als Air, Laurie Anderson, Mike Garson and Ricky Gervais aan meewerkten. Bowie over Cahun:

You could call her transgressive or you could call her a cross dressing Man Ray with surrealist tendencies. I find this work really quite mad, in the nicest way. Outside of France and now the UK she has not had the kind of recognition that, as a founding follower, friend and worker of the original surrealist movement, she surely deserves. Meret Oppenheim was not the only one with a short haircut.
Nothing could better do this, I thought, than to show her photographs through the digital technology of the 21st century and in a setting that embraces the pastoral sanctuary of her last years.

## Film
- Playing a Part: The Story of Claude Cahun, drama/documentaire van Lizzie Thynne, Brighton: Sussex University, 2004.
- Lover Other, van Barbara Hammer, 2006.
- Magic Mirror, van Sarah Pucill, 2013.

## Theater
- Claude, performance van Andrea Kleine, 2002.

- Bibsys: 99001967
- Biblioteca Nacional de España: XX999066
- Bibliothèque nationale de France: cb12375017b (data)
- Catàleg d'autoritats de noms i títols de Catalunya: 981058512390106706
- Gemeinsame Normdatei: 119129264
- International Standard Name Identifier: 0000 0000 6646 5485
- Library of Congress Control Number: n93038028
- MusicBrainz: 72acc882-9c3c-4807-875e-28cec683f3e7
- Bibliotheek van het Japanse parlement: 01186890
- Nationale Bibliotheek van Tsjechië: xx0152823
- Nationale bibliotheek van Australië: 35473855
- Nationale Bibliotheek van Israël: 987007302870805171
- Nationale Bibliotheek van Polen: a0000003785574
- Nederlandse Thesaurus van Auteursnamen: 074088645
- PIC: 262881
- Réseau des bibliothèques de Suisse occidentale: 02-A005955836
- RKD-Nederlands Instituut voor Kunstgeschiedenis: 239596
- LIBRIS: 319191
- SNAC: w63b6jgc
- Système universitaire de documentation: 031787258
- Trove: 965995
- Union List of Artist Names: 500125875
- Virtual International Authority File: 19757660
- WorldCat: E39PBJk8XcHRhfhyTQRWWGVpyd